# Picoliva
Picoliva là một chi ốc biển, là động vật thân mềm chân bụng sống ở biển trong họ Volutidae.

## Các loài
Các loài thuộc chi Picoliva bao gồm:
- Picoliva ryalli Bouchet, 1989[2]
- Picoliva zelindae (Petuch, 1979)[3]